# جون دبليو. سالتر
جون دبليو. سالتر (بالإنجليزية: John W. Salter)‏ هو شخصية أعمال وفلاح وسياسي أمريكي، ولد في 25 فبراير 1852، وتوفي في 15 نوفمبر 1927. حزبياً، نشط في الحزب الجمهوري. وقد انتخب عضو جمعية ولاية ويسكونسن.